# وی هایینگ
وی هایینگ (انگلیسی: Wei Haiying؛ زادهٔ ۵ ژانویهٔ ۱۹۷۱) بازیکن فوتبال زن اهل چین بود.